# Communauté d'agglomération du Tullois
Communauté d'agglomération de Tulle er et fransk kommunalt samarbejde, der består af 36 kommuner i den centrale del af det franske departement Corrèze. De samarbejdende kommuner er:
| - Les Angles-sur-Corrèze - Bar - Beaumont - Chamboulive - Chameyrat - Chanac-les-Mines - Chanteix - Le Chastang - Cornil - Corrèze - Espagnac - Eyrein | - Favars - Ladignac-sur-Rondelles - Lagarde-Enval - Lagraulière - Laguenne - Marc-la-Tour - Naves - Orliac-de-Bar - Pandrignes - Pierrefitte - Saint-Bonnet-Avalouze - Saint-Clément | - Sainte-Fortunade - Saint-Germain-les-Vergnes - Saint-Hilaire-Peyroux - Saint-Jal - Saint-Martial-de-Gimel - Saint-Mexant - Saint-Paul - Saint-Priest-de-Gimel - Saint-Salvadour - Seilhac - Tulle - Vitrac-sur-Montane |

## Statistik
| Areal             | 709,92 km2    |
| Indbyggertal      | 41.660 (2007) |
| Befolkningstæthed | 59 indb./km²  |
| Hovedby           | Tulle         |